# NABC Coach of the Year
Il premio NABC Coach of the Year è un premio cestistico istituito nel 1959, conferito dalla National Association of Basketball Coaches (NABC) al miglior allenatore del campionato di pallacanestro NCAA.

## Albo d'oro
- 1959 - Ed Hickey,  Marquette G. Eagles
- 1960 - Pete Newell,  Calif. G. Bears
- 1961 - Fred Taylor,  Ohio State Buckeyes
- 1962 - Fred Taylor,  Ohio State Buckeyes
- 1963 - Ed Jucker,  Cincinnati Bearcats
- 1964 - John Wooden,  UCLA Bruins
- 1965 - Butch van Breda Kolff,  Princeton Tigers
- 1966 - Adolph Rupp,  Kentucky Wildcats
- 1967 - John Wooden,  UCLA Bruins
- 1968 - Guy Lewis,  Houston Cougars
- 1969 - John Wooden,  UCLA Bruins
- 1970 - John Wooden,  UCLA Bruins
- 1971 - Jack Kraft,  Villanova Wildcats
- 1972 - John Wooden,  UCLA Bruins
- 1973 - Gene Bartow,  Memphis Tigers
- 1974 - Al McGuire,  Marquette G. Eagles
- 1975 - Bob Knight,  Indiana Hoosiers
- 1976 - Johnny Orr,  Michigan Wolverines
- 1977 - Dean Smith,  N. Carol. Tar Heels
- 1978 - Bill Foster,  Duke Blue Devils
Abe Lemons,  Texas Longhorns
- 1979 - Ray Meyer,  DePaul B. Demons
- 1980 - Lute Olson,  Iowa Hawkeyes
- 1981 - Jack Hartman,  KSU Wildcats
Ralph Miller,  Oregon St. Beavers
- 1982 - Don Monson,  Idaho Vandals

- 1983 - Lou Carnesecca,  St. John's R. Storm
- 1984 - Marv Harshman,  Washington Huskies
- 1985 - John Thompson,  Georgetown Hoyas
- 1986 - Eddie Sutton,  Kentucky Wildcats
- 1987 - Rick Pitino,  Providence Friars
- 1988 - John Chaney,  Temple Owls
- 1989 - P.J. Carlesimo,  Seton Hall Pirates
- 1990 - Jud Heathcote,  MSU Spartans
- 1991 - Mike Krzyzewski,  Duke Blue Devils
- 1992 - George Raveling,  USC Trojans
- 1993 - Eddie Fogler,  Vand. Commodores
- 1994 - Gene Keady,  Purdue Boilermakers
Nolan Richardson,  Ark. Razorbacks
- 1995 - Jim Harrick,  UCLA Bruins
- 1996 - John Calipari,  UMass Minutemen
- 1997 - Clem Haskins,  Minnesota Golden Gophers
- 1998 - Bill Guthridge,  N. Carol. Tar Heels
- 1999 - Mike Krzyzewski,  Duke Blue Devils
Jim O'Brien,  Ohio State Buckeyes
- 2000 - Gene Keady,  Purdue Boilermakers
- 2001 - Tom Izzo,  MSU Spartans
- 2002 - Kelvin Sampson,  Oklahoma Sooners
- 2003 - Tubby Smith,  Kentucky Wildcats
- 2004 - Phil Martelli,  St. Joseph's Hawks
Mike Montgomery,  Stanford Cardinal
- 2005 - Bruce Weber,  Illinois Fighting Illini

- 2006 - Jay Wright,  Villanova Wildcats
- 2007 - Todd Lickliter,  Butler Bulldogs
- 2008 - Bob McKillop,  Davidson Wildcats
- 2009 - Mike Anderson,  Missouri Tigers
John Calipari,  Memphis Tigers
- 2010 - Jim Boeheim,  Syracuse Orange
- 2011 - Steve Fisher,  SDSU Aztecs
- 2012 - Tom Izzo,  MSU Spartans
- 2013 - Jim Crews,  St. Louis Billikens
- 2014 - Gregg Marshall,  WSU Shockers
- 2015 - John Calipari,  Kentucky Wildcats
- 2016 - Bill Self,  Kansas Jayhawks
- 2017 - Mark Few,  Gonzaga Bulldogs
- 2018 - Tony Bennett,  Virginia Cavaliers
- 2019 - Matt Painter,  Purdue Boilermakers
- 2020 - Anthony Grant,  Dayton Flyers
- 2021 - Mark Few,  Gonzaga Bulldogs
- 2022 - Tommy Lloyd,  Arizona Wildcats
- 2023 - Shaka Smart,  Marquette G. Eagles
- 2024 - Kelvin Sampson,  Houston Cougars
- 2025 - Bruce Pearl,  Auburn Tigers